# 톱니파

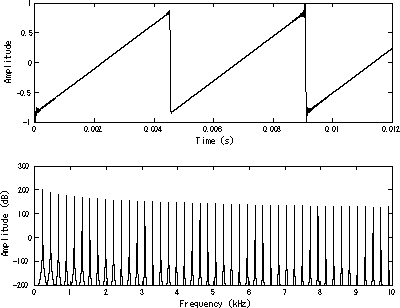

톱니파(sawtooth wave, saw wave)는 비정현파 파형의 일종이다. 경사각이 없는 톱날을 닮았다고 해서 이름이 이렇게 붙여졌다. 단일 톱니파는 램프파형(ramp waveform)으로 부른다.
톱니파는 위로 치솟았다가 바로 아래로 떨어지는 모양을 보인다. 반톱니파(reverse sawtooth wave) 구조에서는 아래로 꺾였다가 바로 위로 치솟는 모습을 보인다. 이는 비대칭 삼각파의 극단적인 경우로 간주될 수 있다.

## 같이 보기
- 방형파
- 삼각파
- 펄스파
- 소리
- 파동
- 지그재그